# Nationalstraße 9 (Japan)
Die Nationalstraße 9 (japanisch 国道9号, Kokudō 9-gō) ist eine wichtige Ost-West-Straße in Japan und durchquert die japanische Hauptinsel Honshū von Kyōto bis Shimonoseki. Ihr Verlauf folgt dabei im Wesentlichen dem der alten San’indō.

## Verlauf
- Präfektur Kyōto
  - Kyōto – Kameoka – Nantan – Fukuchiyama
- Präfektur Hyōgo
  - Asago – Yabu
- Präfektur Tottori
  - Tottori – Yonago
- Präfektur Shimane
  - Yasugi – Matsue – Izumo – Ōda – Gōtsu – Hamada – Masuda
- Präfektur Yamaguchi
  - Yamaguchi – Ube – Sanyō-Onoda – Shimonoseki